# Huristak (plaats)
Huristak is een bestuurslaag in het regentschap Padang Lawas van de provincie Noord-Sumatra, Indonesië. Huristak telt 973 inwoners (volkstelling 2010).